# 촐룰라

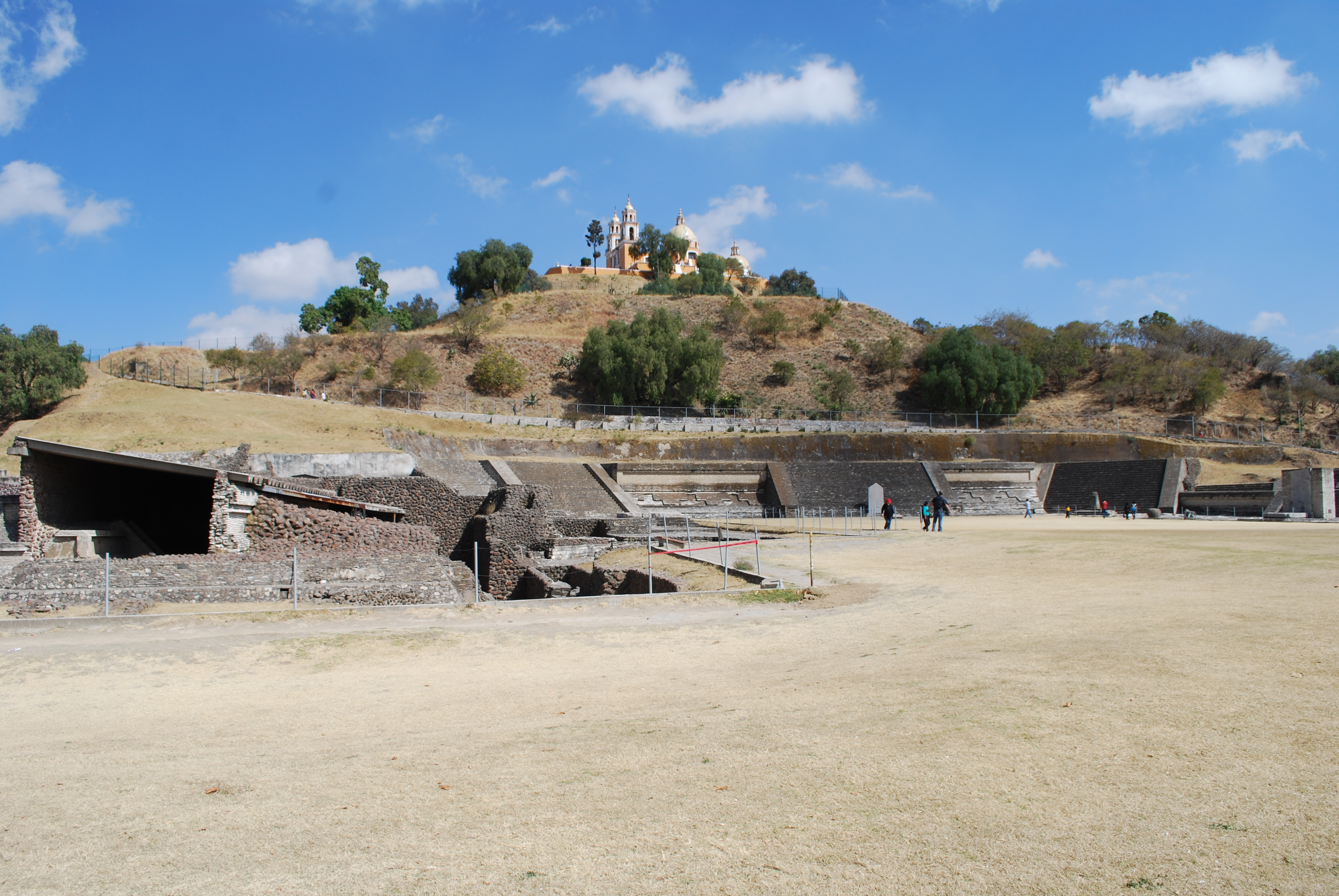
촐룰라

촐룰라(스페인어: Cholula)는 멕시코 푸에블라주에 위치한 도시로 면적은 111.03km2, 높이는 2,150m, 인구는 193,554명(2005년 기준)이다.